# Can Crivillers (Sant Sadurní d'Osormort)
Can Crivillers és una masia de Sant Sadurní d'Osormort (Osona) protegida com a bé cultural d'interès local.

## Descripció
Masia de planta rectangular, coberta a dos vessants, amb el vessant oest més alt i prolongat que l'est. Consta de planta baixa, dos pisos i golfes. La façana, a l'oest, presenta dos portals rectangulars, dues finestres que corresponen directament al primer pis i tres finestretes al segon pis. En aquest sector hi ha una cabana, l'era enllosada, un mur que tanca l'horta i un portal amb barri que tanca a la lliça. A la part nord s'hi adossa un cos de planta, cobert a dos vessants, sense obertures. El cos principal només té una finestra a la part alta. La façana est, on es veuen els diversos nivells de la teulada, presenta quatre finestres a cada pis i les del primer; aquestes són protegides per forjats. Al sud hi ha diverses construccions formant la lliça i cal remarcar uns porxos al primer i segon pis, orientat a la mateixa direcció de la façana i un coll de pou circular que fa costat al portal de la lliça.

## Història
Antic mas que el trobem entre la documentació de l'arxiu capitular de Vic (Cal 6 Docs 220,227,724...). Aquesta documentació fa referència a la parròquia de Sant Sadurní i es comença a trobar entre la documentació del "castrum Sti. Laurenti" de l'any 937 on s'esmenten diverses viles i llocs i entre ells hi trobem "villa Criviller". Després de la població de la pesta negra tornem a trobar el mas en els fogatges de 1553 de la parròquia i terme d'Espinelves on hi consta un tal Salvi Crivalles que forma part de les 16 famílies que existien al terme. El mas actual deu ser producte de les diverses reformes i ampliacions produïdes al llarg del mil·lenni de la seva existència. Això no obstant, no disposem de dades constructives que ens permetin ubicar-ho cronològicament. A la llinda de la façana hi ha una data il·legible, ni tan sols les centenes.